# سوزان لينكه
سوزان لينكه (بالألمانية: Susanne Linke)‏ (و. 1944  م) هي راقصة، ومصممة رقص ألمانية، ولدت في لونبورغ.

## جوائز
حصلت على جوائز منها:
- نيشان الفنون والآداب من رتبة ضابط.

## روابط خارجية
- سوزان لينكه على موقع مونزينجر (الألمانية)